# IC 3883
IC 3883 је спирална галаксија у сазвјежђу Дјевица која се налази на листи објеката дубоког неба у Индекс каталогу.
Деклинација објекта је - 8° 7' 13" а ректасцензија 12h 55m 13,5s. Привидна величина (магнитуда) објекта IC 3883 износи 13,4 а фотографска магнитуда 14,2. IC 3883 је још познат и под ознакама MCG -1-33-49, IRAS 12526-0750, PGC 44016.